# Ruth Abrams
Ruth I. Abrams (26 de diciembre de 1930-12 de septiembre de 2019) fue la primera jueza en la Corte Suprema Judicial de Massachusetts, donde sirvió desde 1978 hasta 2000, y la primera jueza de apelación que hubo en Massachusetts.
La juez Abrams se graduó en el Radcliffe College en 1953. Se graduó en la Escuela de Derecho Harvard, una de las aproximadamente doce mujeres en la clase de 1956. Fue asistente del Fiscal del distrito del condado de Middlesex (MA) y también trabajó en la oficina del fiscal general del Estado. Abrams también trabajó como consejera especial de la Corte Suprema de Massachusetts, y como juez de la Corte Superior antes de que el entonces gobernador Michael Dukakis la nombrase para la Corte Suprema Judicial de Massachusetts en 1978, la primera mujer en el Tribunal. Tendrían que transcurrir otros 19 años antes de que otra mujer fuese nombrada para ese mismo Tribunal. Sirviendo con distinción, se jubiló de la Corte a los 70 años de edad.
Abrams era hija de Samuel Abrams, abogado y también graduado en la Escuela de Derecho de Harvard quien tenía la distinción única de haber sido el primer hombre en los Estados Unidos que se graduó en la Escuela de Derecho de Harvard y cuya hija e hijo (George S. Abrams) también se graduaron en la misma institución académica.
La juez Abrams destacó por ser mentora de innumerables abogadas, muchas de las cuales la siguieron al estrado.